# Planina na Pohorju
Planina na Pohorju je razloženo naselje na južnem pobočju Pohorja, v Občini Zreče.
Naselje se nahaja sredi hribovitega sveta, ki ga razčlenjujejo grape, jugozahodno nad sotesko potoka Oplotniščice. 
Prebivalci samotnih kmetij se preživljajo z gozdarstvom in živinorejo. K naselju spada opuščena planina »Konjiška planja«, z razglednim stolpom na Rogli. 

## Toponim
Ime naselja so leta 1953 iz »Planina« spremenili v »Planina na Pohorju«.